# Grand Prix Formule 1 van Groot-Brittannië 2023
De Grand Prix Formule 1 van Groot-Brittannië 2023 werd verreden op 9 juli op het Silverstone Circuit bij Silverstone. Het was de tiende race van het seizoen. 

## Vrije trainingen

### Uitslagen
- Enkel de top vijf wordt weergegeven.

| Vrije training 1 | Pos. | Nr. | Coureur          | Constructeur               | Tijd     |
| ---------------- | ---- | --- | ---------------- | -------------------------- | -------- |
| Vrije training 1 | 1    | 1   | Max Verstappen   | Red Bull Racing-Honda RBPT | 1:28.600 |
| Vrije training 1 | 2    | 11  | Sergio Pérez     | Red Bull Racing-Honda RBPT | 1:29.048 |
| Vrije training 1 | 3    | 23  | Alexander Albon  | Williams-Mercedes          | 1:29.089 |
| Vrije training 1 | 4    | 14  | Fernando Alonso  | Aston Martin-Mercedes      | 1:29.268 |
| Vrije training 1 | 5    | 16  | Charles Leclerc  | Ferrari                    | 1:29.280 |
| Vrije training 2 | Pos. | Nr. | Coureur          | Constructeur               | Tijd     |
| Vrije training 2 | 1    | 1   | Max Verstappen   | Red Bull Racing-Honda RBPT | 1:28.078 |
| Vrije training 2 | 2    | 55  | Carlos Sainz jr. | Ferrari                    | 1:28.100 |
| Vrije training 2 | 3    | 23  | Alexander Albon  | Williams-Mercedes          | 1:28.296 |
| Vrije training 2 | 4    | 11  | Sergio Pérez     | Red Bull Racing-Honda RBPT | 1:28.342 |
| Vrije training 2 | 5    | 2   | Logan Sargeant   | Williams-Mercedes          | 1:28.766 |
| Vrije training 3 | Pos. | Nr. | Coureur          | Constructeur               | Tijd     |
| Vrije training 3 | 1    | 16  | Charles Leclerc  | Ferrari                    | 1:27.419 |
| Vrije training 3 | 2    | 23  | Alexander Albon  | Williams-Mercedes          | 1:27.592 |
| Vrije training 3 | 3    | 14  | Fernando Alonso  | Aston Martin-Mercedes      | 1:27.784 |
| Vrije training 3 | 4    | 10  | Pierre Gasly     | Alpine-Renault             | 1:27.893 |
| Vrije training 3 | 5    | 44  | Lewis Hamilton   | Mercedes                   | 1:27.948 |

## Kwalificatie
Max Verstappen behaalde de zevenentwintigste pole position in zijn carrière.
| Pos.                      | Nr. | Coureur          | Constructeur               | Kwalificatietijden | Kwalificatietijden | Kwalificatietijden | Grid  |
| Pos.                      | Nr. | Coureur          | Constructeur               | Q1                 | Q2                 | Q3                 | Grid  |
| ------------------------- | --- | ---------------- | -------------------------- | ------------------ | ------------------ | ------------------ | ----- |
| 1                         | 1   | Max Verstappen   | Red Bull Racing-Honda RBPT | 1:29.428           | 1:27.702           | 1:26.720           | 1     |
| 2                         | 4   | Lando Norris     | McLaren-Mercedes           | 1:28.917           | 1:28.042           | 1:26.961           | 2     |
| 3                         | 81  | Oscar Piastri    | McLaren-Mercedes           | 1:29.874           | 1:27.845           | 1:27.092           | 3     |
| 4                         | 16  | Charles Leclerc  | Ferrari                    | 1:29.143           | 1:28.361           | 1:27.136           | 4     |
| 5                         | 55  | Carlos Sainz jr. | Ferrari                    | 1:29.865           | 1:28.265           | 1:27.148           | 5     |
| 6                         | 63  | George Russell   | Mercedes                   | 1:29.412           | 1:28.782           | 1:27.155           | 6     |
| 7                         | 44  | Lewis Hamilton   | Mercedes                   | 1:29.415           | 1:28.545           | 1:27.211           | 7     |
| 8                         | 23  | Alexander Albon  | Williams-Mercedes          | 1:29.466           | 1:28.067           | 1:27.530           | 8     |
| 9                         | 14  | Fernando Alonso  | Aston Martin-Mercedes      | 1:29.949           | 1:28.368           | 1:27.659           | 9     |
| 10                        | 10  | Pierre Gasly     | Alpine-Renault             | 1:29.533           | 1:28.751           | 1:27.689           | 10    |
| 11                        | 27  | Nico Hülkenberg  | Haas-Ferrari               | 1:29.603           | 1:28.896           |                    | 11    |
| 12                        | 18  | Lance Stroll     | Aston Martin-Mercedes      | 1:29.448           | 1:28.935           |                    | 12    |
| 13                        | 31  | Esteban Ocon     | Alpine-Renault             | 1:29.700           | 1:28.956           |                    | 13    |
| 14                        | 2   | Logan Sargeant   | Williams-Mercedes          | 1:29.873           | 1:29.031           |                    | 14    |
| 15                        | 11  | Sergio Pérez     | Red Bull Racing-Honda RBPT | 1:29.968           |                    |                    | 15    |
| 16                        | 22  | Yuki Tsunoda     | AlphaTauri-Honda RBPT      | 1:30.025           |                    |                    | 16    |
| 17                        | 24  | Zhou Guanyu      | Alfa Romeo-Ferrari         | 1:30.123           |                    |                    | 17    |
| 18                        | 21  | Nyck de Vries    | AlphaTauri-Honda RBPT      | 1:30.513           |                    |                    | 18    |
| 19                        | 19  | Kevin Magnussen  | Haas-Ferrari               | 1:32.378           |                    |                    | 19    |
| DSQ                       | 77  | Valtteri Bottas  | Alfa Romeo-Ferrari         | 1:29.798           | Geen tijd          |                    | 20 *1 |
| Q1 107% tijd: 1:35.141 *2 |     |                  |                            |                    |                    |                    |       |

*1 Valtteri Bottas werd na de kwalificatie gediskwalificeerd omdat zijn auto geen brandstofmonster van 1,0 liter kon leveren. Hij mocht van de stewards wel aan de wedstrijd deelnemen.

*2 Omdat de kwalificatie gehouden werd op een nat circuit was de 107% limiet niet van toepassing.

## Wedstrijd
Max Verstappen behaalde de drieënveertigste Grand Prix-overwinning in zijn carrière.
| Pos.               | Nr. | Coureur          | Constructeur               | Rondes | Tijd / Oorzaak Uitval | Grid | Punten |
| ------------------ | --- | ---------------- | -------------------------- | ------ | --------------------- | ---- | ------ |
| 1                  | 1   | Max Verstappen   | Red Bull Racing-Honda RBPT | 52     | 1:25:16.938           | 1    | 26S    |
| 2                  | 4   | Lando Norris     | McLaren-Mercedes           | 52     | +3.798                | 2    | 18     |
| 3                  | 44  | Lewis Hamilton   | Mercedes                   | 52     | +6.783                | 7    | 15     |
| 4                  | 81  | Oscar Piastri    | McLaren-Mercedes           | 52     | +7.776                | 3    | 12     |
| 5                  | 63  | George Russell   | Mercedes                   | 52     | +11.206               | 6    | 10     |
| 6                  | 11  | Sergio Pérez     | Red Bull Racing-Honda RBPT | 52     | +12.882               | 15   | 8      |
| 7                  | 14  | Fernando Alonso  | Aston Martin-Mercedes      | 52     | +17.193               | 9    | 6      |
| 8                  | 23  | Alexander Albon  | Williams-Mercedes          | 52     | +17.878               | 8    | 4      |
| 9                  | 16  | Charles Leclerc  | Ferrari                    | 52     | +18.689               | 4    | 2      |
| 10                 | 55  | Carlos Sainz jr. | Ferrari                    | 52     | +19.448               | 5    | 1      |
| 11                 | 2   | Logan Sargeant   | Williams-Mercedes          | 52     | +23.632               | 14   |        |
| 12                 | 77  | Valtteri Bottas  | Alfa Romeo-Ferrari         | 52     | +25.830               | 20   |        |
| 13                 | 27  | Nico Hülkenberg  | Haas-Ferrari               | 52     | +26.663               | 11   |        |
| 14                 | 18  | Lance Stroll     | Aston Martin-Mercedes      | 52     | +27.483 *1            | 12   |        |
| 15                 | 24  | Zhou Guanyu      | Alfa Romeo-Ferrari         | 52     | +29.820               | 17   |        |
| 16                 | 22  | Yuki Tsunoda     | AlphaTauri-Honda RBPT      | 52     | +31.225               | 16   |        |
| 17                 | 21  | Nyck de Vries    | AlphaTauri-Honda RBPT      | 52     | +33.128               | 18   |        |
| 18†                | 10  | Pierre Gasly     | Alpine-Renault             | 46     | Botsingschade         | 10   |        |
| DNF                | 20  | Kevin Magnussen  | Haas-Ferrari               | 31     | Motor                 | 19   |        |
| DNF                | 31  | Esteban Ocon     | Alpine-Renault             | 8      | Olielek               | 13   |        |
| Bron: formula1.com |     |                  |                            |        |                       |      |        |

S Max Verstappen reed voor de zesentwintigste keer in zijn carrière een snelste ronde en behaalde hiermee een extra punt.

*1 Lance Stroll eindigde de wedstrijd als elfde, maar kreeg een tijdstraf van vijf seconden voor het veroorzaken van een botsing met Pierre Gasly.

† Pierre Gasly haalde de finish niet, maar heeft wel 90% van de race-afstand afgelegd, waardoor hij als geklasseerd genoteerd staat.

## Tussenstanden wereldkampioenschap
Betreft tussenstanden voor het wereldkampioenschap na afloop van de race.

### Coureurs
| Pos. | Nr. | Coureur          | Constructeur               | Punten |
| ---- | --- | ---------------- | -------------------------- | ------ |
| 1    | 1   | Max Verstappen   | Red Bull Racing-Honda RBPT | 255    |
| 2    | 11  | Sergio Pérez     | Red Bull Racing-Honda RBPT | 156    |
| 3    | 14  | Fernando Alonso  | Aston Martin-Mercedes      | 137    |
| 4    | 44  | Lewis Hamilton   | Mercedes                   | 121    |
| 5    | 55  | Carlos Sainz jr. | Ferrari                    | 83     |
| 6    | 63  | George Russell   | Mercedes                   | 82     |
| 7    | 16  | Charles Leclerc  | Ferrari                    | 74     |
| 8    | 18  | Lance Stroll     | Aston Martin-Mercedes      | 44     |
| 9    | 4   | Lando Norris     | McLaren-Mercedes           | 42     |
| 10   | 31  | Esteban Ocon     | Alpine-Renault             | 31     |

### Constructeurs
| Pos. | Constructeur               | Punten |
| ---- | -------------------------- | ------ |
| 1    | Red Bull Racing-Honda RBPT | 411    |
| 2    | Mercedes                   | 203    |
| 3    | Aston Martin-Mercedes      | 181    |
| 4    | Ferrari                    | 157    |
| 5    | McLaren-Mercedes           | 59     |
| 6    | Alpine-Renault             | 47     |
| 7    | Williams-Mercedes          | 11     |
| 8    | Haas-Ferrari               | 11     |
| 9    | Alfa Romeo-Ferrari         | 9      |
| 10   | AlphaTauri-Honda RBPT      | 2      |